# Héctor Fernández Fajo
Héctor Alberto Fernández Fajo (Montevideo, 26 de mayo de 1965 - Zaragoza, 3 de noviembre de 2014), conocido popularmente como Coco Fernández, fue un compositor, productor, arreglista y pianista uruguayo que radicó en España desde 1992. Asimismo fue reconocido por su labor en la docencia musical, colaborando en la formación de una gran cantidad de artistas.

## Biografía
Llegó a la capital aragonesa en el año 1992 donde realizó una importante actividad artística, creando numerosas composiciones, así como bandas de sonido para obras de teatro y cortometrajes. Entre las obras que musicalizó se cuentan "Noches de amor efímero" de Teatro Imaginario (Zaragoza, 1996), "Estamos rodeados" de Nasu Teatro (Zaragoza, 1998), "Al abordaje" de Nasu Teatro (Zaragoza, 2000), "Las ciudades y el cielo" de ABC Danza (Toulouse, 2004), así como las obra "Salomón" de música original para cortometraje de Ignacio Lasierra (Zaragoza 2007) o "The Golden Piano" que acompañó el cortometraje de José Manuel Fandos (Zaragoza, 2008).
En su trayectoria musical, trabajó con músicos uruguayos como Mariana Ingold, Osvaldo Fattoruso y Laura Canoura, así como Gladston Galliza (Brasil), Richard Loza (Nicaragua) y los aragoneses Carmen París, Willy Jiménez, Chanela, David Angulo, Gabriel Sopeña, Santi Comet y María Confussion, entre otros.
Falleció el 3 de noviembre de 2014 en Zaragoza, España.